# Friedrich Wilhelm Oetter
Friedrich Wilhelm Oetter (* 2. Februar 1754 in Linden; † 11. November 1824 in Markt Erlbach) war ein deutscher evangelischer Pfarrer und Lokalhistoriker.

## Leben
Friedrich Wilhelm Oetter war der älteste Sohn des evangelischen Pfarrers, Geschichtsforschers und Numismatikers Samuel Wilhelm Oetter. Von Januar 1769 an besuchte er die Fürstenschule in Neustadt an der Aisch und verließ sie im Frühjahr 1771 mit dem Abitur. Ab Mai 1771 studierte er Theologie an der Universität Erlangen. Nach dem Studium wurde er 1776 in Markt Erlbach Vikar seines Vaters, 1780 dessen Adjunkt und nach dessen Tod 1789 Nachfolger als Pfarrer. Wie sein Vater interessierte er sich für spezielle Themen der Geschichtswissenschaft. Er veröffentlichte u. a. eine Chronik von Markt Erlbach. Als ein wichtiger Beitrag zur Kulturgeschichte gilt seine 1802 erfolgte Herausgabe der Marienlieder des Tegernseer Abtes Werinher, der als Mönch um 1157 an einem Kreuzzug teilgenommen und ein sehr hohes Alter erreicht hatte. Die Handschrift stammte aus der Schilter'schen Manuskriptensammlung und war an den Reichshofrat von Senckenberg und von dessen Sohn an Samuel Wilhelm Oetter gelangt. Friedrich Wilhelm Oetter verkaufte sie 1819 an den Geheimrat und späteren Staatsminister von Nagler und von diesem gelangte sie in den Besitz des preußischen Staates. Eine weitere erwähnenswerte Publikation Friedrich Wilhelm Oetters ist die Biographie seines Vaters. Der öffentlich geäußerten Bitte, die Briefe aus der Korrespondenz seines Vaters zu veröffentlichen, kam er nicht nach.

## Werke (Auswahl)
- Einige Nachrichten von dem Leben, Charakter und den Schriften des weiland Hochwürdigen und Hochgelehrten Herrn Samuel Willhelm Oetter Kaiserlichen Hof- und Pfalzgrafens, Hochfürstlich Brandenburgischen Onoldsbachischen und Bayreuthischen Consistoral-Raths und Pfarrers in Markt Erlebach, Historiographus und verschiedener Akademien und gelehrten Gesellschaften Raths und Mitglieds etc. Markt Erlbach 1792 (Digitalisat).
- Geschichte von Markt Erlbach. In: Magazin für die Ansbach-Bayerische Geschichte, Band 1 (= Beiträge zur Geschichte und Landeskunde der Königlich Preußischen Fürstentümer in Franken, Band 3), Bayreuth 1797, S. 73–119.

Als Herausgeber
- Wernher eines Geistlichen im zwölften Jahrhundert Gedicht zur Ehre der Jungfrau Maria. Nürnberg und Altdorf 1802 (Digitalisat).